# Liste der Länderspiele der sowjetischen Futsalnationalmannschaft
Die Liste der Länderspiele der sowjetischen Futsalnationalmannschaft beinhaltet alle A-Länderspiele der Auswahl der ehemaligen Sowjetunion. Sie bestritt lediglich vier Länderspiele, wovon sie keines verlor. Mit dem Zerfall des Ostblocks und damit der Auflösung der UdSSR entstand als Nachfolger die russische Futsalnationalmannschaft.
| Nr. | Datum         | Ergebnis | Gegner  | Austragungsort | Anlass                | Bemerkung                                               |
| --- | ------------- | -------- | ------- | -------------- | --------------------- | ------------------------------------------------------- |
| 01  | 24. Apr. 1991 | 6:2      | Ungarn  | Agrigent (ITA) | Drei-Nationen-Turnier | Erstes Länderspiel gegen Ungarn, erster Länderspielsieg |
| 02  | 26. Apr. 1991 | 5:4      | Italien | Agrigent (ITA) | Drei-Nationen-Turnier | Erstes Länderspiel gegen Italien                        |
| 03  | 10. Okt. 1991 | 8:0      | Belgien | Jesi (ITA)     | Drei-Nationen-Turnier | Erstes Länderspiel gegen Belgien                        |
| 04  | 11. Okt. 1991 | 0:0      | Italien | Jesi (ITA)     | Drei-Nationen-Turnier | Italien siegt 4:3 in Penalty                            |